# Saint-Trivier-de-Courtes
Saint-Trivier-de-Courtes è un comune francese di 1 011 abitanti situato nel dipartimento dell'Ain della regione dell'Alvernia-Rodano-Alpi.

## Società

### Evoluzione demografica
Abitanti censiti